# Instituto da Nobreza Portuguesa
O Instituto da Nobreza Portuguesa é uma associação portuguesa de direito privado fundada em 2004 tendo por objectivo a conservação e divulgação do património cultural imaterial português, nomeadamente o património honorífico. O Instituto é o sucessor do extinto Conselho de Nobreza, sucessor da Comissão de Verificação e Registo de Mercês, e foi fundado em 1946 por determinação do pretendente Duarte Nuno de Bragança para atender a todos os pedidos de renovação de títulos e que, após várias décadas de actividade, não resistiu às muitas críticas que lhe foram endereçadas.

## Antecedentes

### Situação dos Titulares Portugueses sob o Regime Republicano
O Artigo da Constituição Portuguesa de 1911 que aboliu as distinções nobiliárquicas em Portugal foi objecto, mais tarde, de restrições baseadas na consideração de direitos adquiridos. Assim, os titulares cujo título tivesse sido concedido ao próprio durante a vigência da Monarquia e dele tivessem pago os respectivos direitos de mercê, foram legalmente autorizados a usar do seu título, com a condição de o precederem do seu nome civil.

### Autorizações de D. Manuel II no Exílio
Fora da esfera oficial, desejaram as famílias titulares com tradição monárquica manter, embora simplesmente para fins da vida social, os respetivos títulos nos sucessores do último titular. Durante a vida do rei D. Manuel II de Portugal, no exílio, entre 5 de Outubro de 1910 e 2 de Julho de 1932, muitos se dirigiram ao Soberano para, como Chefe da Nobreza, fazendo outro tanto os Miguelistas junto do Chefe da sua Causa, Miguel Januário de Bragança, lhes autorizar o uso do título. Essa autorização era habitualmente deferida, mesmo nos casos de títulos em vidas, a menos de falta de idoneidade pessoal do impetrante, e tinha, sobretudo, o carácter duma promessa de renovação oficial na hipótese duma Restauração Monárquica.

### Comissão de Verificação e Registo de Mercês e Conselho de Nobreza
Morto o último rei e reconhecido o pretendente Duarte Nuno de Bragança por uma certa fação de monárquicos portugueses, como se este reunisse em si os direitos dinásticos dos dois ramos da Casa de Bragança, apareceu, primeiro, a Comissão de Verificação e Registo de Mercês, seguida, depois, pelo Conselho de Nobreza, organismo ao qual este mesmo pretendente quis conferir "poderes" para tratar destes assuntos.
Nenhum destes organismos produz efeitos civis perante o Estado. No entanto, é de notar que vários titulares, cujos títulos só lhes foram concedidos em Regime Republicano, por uma destas vias, têm sido designados pelo seu título, sempre antecedido do nome civil, no Diário do Governo e no Diário da República, como se pratica para com os que tiveram um Decreto a seu favor.
Nos tempos da Monarquia Constitucional Portuguesa, era de Lei que os agraciados com um título o fizessem registar na Torre do Tombo. Esta formalidade legal foi, no entanto, omitida por muitos titulares, e não dos menores em antiguidade e grandeza dos títulos.
Além dos títulos cuja criação foi objeto de um Decreto regular, sob o Regime Monárquico, outros houve concedidos por Soberanos no exílio, principalmente o ramo Miguelista, os quais só puderam ser usados pelos respetivos pretendentes sob o Regime Republicano. Como se tratava de recompensar serviços de comprovada fidelidade à Causa dos alegados príncipes exilados, embora nunca tivessem tido existência jurídica regular perante o Estado, à semelhança dos títulos concedidos e reconhecidos pelo ramo Carlista em Espanha, os quais apenas começaram a ser reconhecidos na Espanha Franquista.
Após o fim da monarquia em Portugal, o direito de conferir títulos, em tempos prerrogativa do monarca, deixou de poder pertencer a alguém em concreto, colocando os títulos nobiliárquicos num estado de estagnação. Não obstante, Duarte Pio de Bragança, também ele pretendente ao trono português pelo ramo Miguelista, superintendeu o reconhecimento de títulos já existentes com a colaboração do Conselho de Nobreza, criado por seu pai, Duarte Nuno de Bragança, até dissolvê-lo em 2002 ou 2003.
Segundo Paulo Teixeira Pinto, Presidente da Associação Causa Real, a partir dos anos 1980 o pretendente Duarte Pio chamou a si a prerrogativa de conceder títulos nobiliárquicos, confirmando alguns títulos antigos e atribuindo novos, recuperando também a extinta Real Ordem Militar de Nossa Senhora da Conceição de Vila Viçosa, distinção que tem atribuído insígnias ao longo dos últimos anos a várias personalidades. Um dos casos mais polémicos gerados no exercício da alegada prerrogativa foi a atribuição do título de Barão em 2003 a Miguel Horta e Costa, então presidente da Portugal Telecom, notícia que na época fez manchete nos jornais. A criação deste novo título não foi consensual, apesar da explicação então emitida pelo gabinete de Duarte Pio de Bragança, que seria "um caso de exceção, atendendo aos seus méritos e à sua tradição familiar". Outro episódio que não foi bem-aceite foi, segundo Paulo Teixeira Pinto, a atribuição do título de duquesa de Cadaval a Diana Mariana Vitória Álvares Pereira de Melo, a terceira filha do representante do título de Duque de Cadaval. Confrontado com estas polémicas, Duarte Pio tomou a decisão de extinguir o Conselho da Nobreza, a que presidia, e que até aí se responsabilizava por estas questões, substituindo-o pelo Instituto da Nobreza Portuguesa, estabelecido a seu pedido em 5 de Julho de 2004.
Esta prerrogativa foi amplamente contestada pela alegada filha natural do rei D. Carlos I de Portugal, conhecida como D. Maria Pia de Saxe-Coburgo Gotha e Bragança, que defendeu ser a única descendente sobrevivente do último ramo constitucional da família real portuguesa e, como tal, a única pessoa com o direito de atribuir ou rejeitar títulos de nobreza.

### Instituto da Nobreza Portuguesa
O Instituto da Nobreza Portuguesa, fundado por escritura notarial em 2004 por determinação do pretendente Duarte Pio de Bragança, tem a sua sede em Lisboa, no Palácio dos Marqueses de Fronteira. Os objetivos do Instituto, declarados na sua constituição, são promover a conservação e divulgação do património cultural imaterial português, nomeadamente o património honorífico.
Até 2008 o Instituto tinha autenticado cerca de 500 títulos de nobreza. Em 2011 estavam já registados pelo Instituto cerca de 900 títulos nobiliárquicos, pertencentes a cerca de 700 pessoas.
Duarte Pio considera que os títulos que concede, enquanto pretenso chefe da já extinta Casa Real Portuguesa, são meramente honoríficos, e que somente fazem sentido para quem acredita e aceita a causa real.
Para além de títulos, as três instituições reconheceram e reconhecem outras mercês, como o uso de antigos cargos palatinos e de Cartas de Brasão de Armas.